# La Lucha (Barcelona)
La Lucha fue un periódico español de ideología catalanista editado en Barcelona entre 1916 y 1919.

## Historia
El diario fue fundado en 1916 por Marcelino Domingo, Lluís Companys y Francesc Layret. Sacó a la calle su primer ejemplar el 3 de septiembre de 1916. La Lucha, que se configuraría como órgano del Bloc Republicà Autonomista, quedó bajo la dirección de Marcelino Domingo, mientras Companys era redactor jefe y Layret ejerció como financiador de la publicación.
Fue una publicación de edición bilingüe y de ideología republicano-catalanista.
Muy ideologizado y combativo, el periódico se opuso rotundamente a la guerra de Marruecos, abogaba por la autonomía catalana (el PRC fue uno de los principales defensores del proyecto de estatuto de autonomía catalán de 1919) y la causa aliada en la Primera Guerra Mundial. Todo ello llevó a la publicación a tener frecuentes problemas con la censura.
Entre los directores, redactores y colaboradores había, además de los ya mencionados: Antoni Puch i Ferrer, Francesc Aguirre, Jesús Pinilla, Ramón Noguer, Juan Comorera, Miguel de Unamuno, Pablo Iglesias, Ernest Matons, Fabián Vidal, Salvador Quemades, Gabriel Alomar, etc.